# 乌龟 (韩国音乐团体)
乌龟（韓語：거북이）是韓國電子舞曲與饒舌三人演唱組合。該組合于2001年成團，并于2008年9月4日宣佈解散。
該組合的成員有：Turtleman（터틀맨）（本名：林成勋）、Z-E（지이）（本名：李祉易）和GeumBi（금비）（本名：孙延玉）。其中GeumBi為組合主唱，其餘二人負責饒舌部份。
西元2000年代，伴隨線上遊戲勁舞團逐漸興起，烏龜開始在韓國跟中國大陸和台灣受到廣大年輕族群歡迎。張韶涵和潘瑋柏合唱的《快樂崇拜》就是翻唱自他們的歌曲《Come On》。

## 專輯資料

### 
- 唱片公司：EnterOne
- 發行時間：2001年12月20日

### 2
- 唱片公司：MCS
- 發行時間：2003年11月14日

### Turtles:3
- 唱片公司：EMI
- 發行時間：2004年11月16日

### 
- 唱片公司：T Entertainment
- 發行時間：2006年7月20日

### Christmas Mix（EP）
- 唱片公司：
- 發行時間：2006年11月29日

### 
- 唱片公司：
- 發行時間：2008年1月10日

## 解散
1. 2008年4月2日，烏龜組合隊長林成勛因為急性心肌梗塞死於首爾城東區金湖洞的家中[2]。
2. 2008年9月4日，烏龜組合正式宣佈解散[3]。